# Френуа-ла-Монтань
Френуа́-ла-Монта́нь (фр. Fresnois-la-Montagne) — коммуна во французском департаменте Мёрт и Мозель региона Лотарингия. Относится к  кантону Лонгийон.	

## География

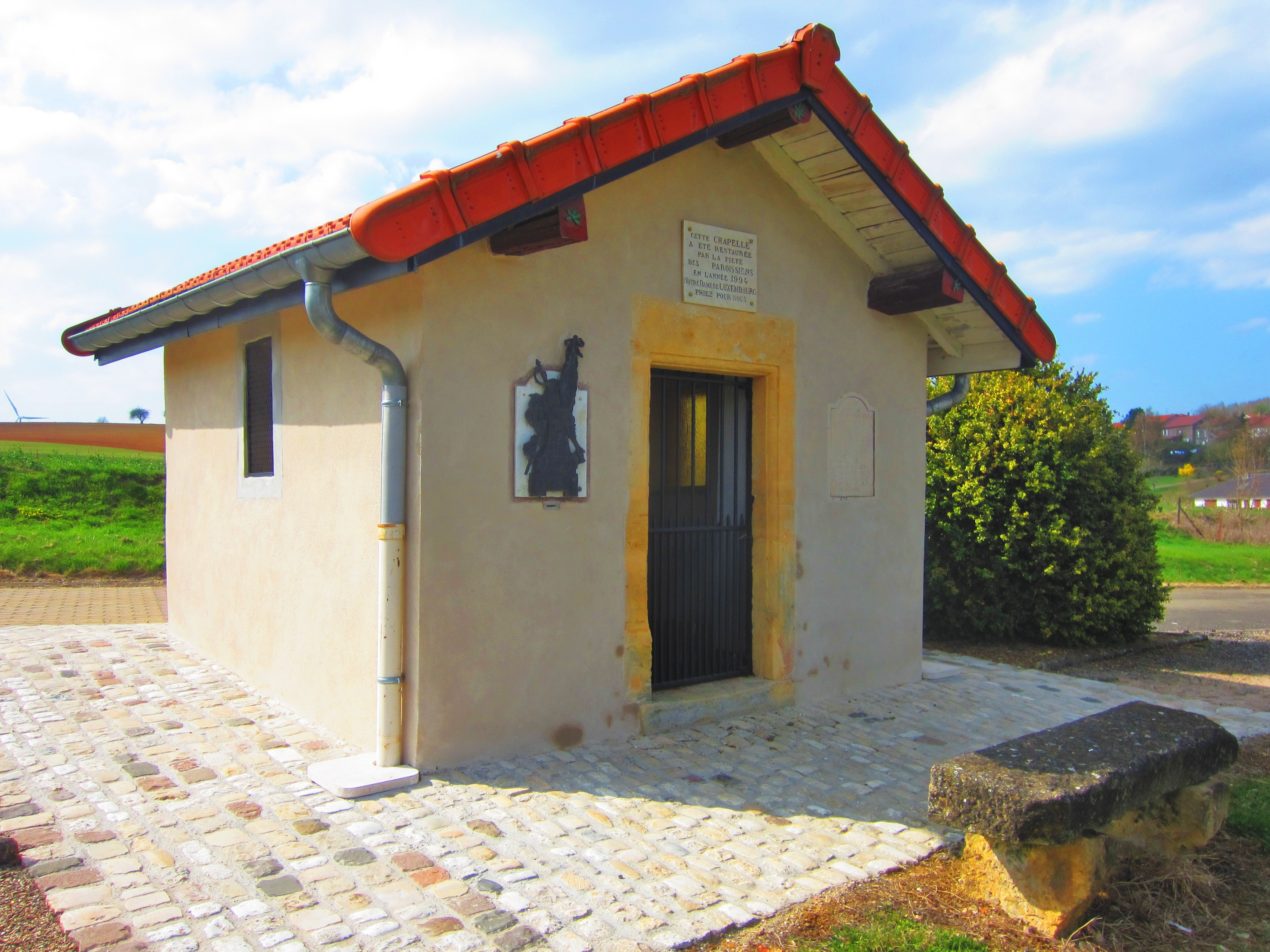
Часовня Нотр-Дам-де-Люксембур.

Френуа-ла-Монтань расположен в 60 км к северо-западу от Меца и в 100 км к северо-западу от Нанси между Лонгви и Лонгийоном в 2 км от бельгийской границы. Соседние коммуны: Телланкур и Сен-Панкре на севере, Лекси на востоке, Кон-ла-Гранвиль и Монтиньи-сюр-Шье на юго-востоке, Вивье-сюр-Шье на юге, Аллондрель-ла-Мальмезон на северо-западе.

## История
- Френуа-ла-Монтань входил в историческую провинцию Барруа.
- Коммуна была практически уничтожена германской армией в августе 1914 года в Первую мировую войну, 51 житель был убит.

## Демография
Население коммуны на 2010 год составляло 423 человека.
| 1962 | 1968 | 1975 | 1982 | 1990 | 1999 | 2010 |
| ---- | ---- | ---- | ---- | ---- | ---- | ---- |
| 357  | 386  | 385  | 379  | 381  | 380  | 423  |

## Достопримечательности
- Церковь Нативите-де-ла-Вьерж в верхней части Френуа, возведена в XIII веке, в XV веке неф был переделан в зал, в XVI веке были добавлены фортификационные элементы. С 10 января 1920 года церковь входит в список памайтников истории.
- Часовня Нотр-Дам-де-Люксембур, построена в первой четверти XVIII века, реконструирована в 1934 году.